# さまよえる蒼い弾丸
「さまよえる蒼い弾丸」（さまよえるあおいだんがん）は、日本の音楽ユニット・B'zの楽曲。1998年4月8日にRooms RECORDSより24作目のシングルとして発売された。

## 概要
ベスト・アルバム『B'z The Best "Pleasure"』発売直前、アルバムツアー『B'z LIVE-GYM '98 "SURVIVE"』開催中に発売された。
「Hi」の表記が大きめに印字され、「B'z」のロゴが赤のジャケットも存在する（タイアップシールも別）。
オリコンでは『さまよえる蒼い弾丸/Hi』と両A面シングルとして扱われているが、公式では「さまよえる蒼い弾丸」の単独A面である。
日本レコード協会の集計ではミリオンセラーを達成している。

## 収録曲
| 全作詞: 稲葉浩志、全作曲: 松本孝弘、全編曲: 松本孝弘・稲葉浩志。 |                        |          |            |      |
| #                                                                | タイトル               | 作詞     | 作曲・編曲 | 時間 |
| 1.                                                               | 「さまよえる蒼い弾丸」 | 稲葉浩志 | 松本孝弘   | 4:05 |
| 2.                                                               | 「Hi」                 | 稲葉浩志 | 松本孝弘   | 3:54 |
| 合計時間:                                                        | 合計時間:              | 7:59     |            |      |

## 楽曲解説
1. さまよえる蒼い弾丸
  - エレクトリックシタール（英語版）とディストーションを効かせたギター、さらにガムラン風のパーカッションにより、エスニックなテイストをもったアレンジになっている[4]。ブレイク部分のギターには、KORG“KAOSS PAD”というエフェクターが使用されている[5]。
  - シングルの歌詞欄によると、英語表記は「WANDERING SAPPHIRE BULLET」である。
  - 当初収録予定の無かったベスト・アルバム『B'z The Best "Pleasure"』に急遽収録されたが、翌年に発売された10thアルバム『Brotherhood』には未収録となった。
  - ライブでの演奏頻度も高く、無観客配信ライブ『B'z SHOWCASE 2020 -5 ERAS 8820-』のDay5内で行われた「B'z LIVE演奏回数ランキング」では、2020年時点で第3位を記録した[6][7]。
  - 17thアルバム『MAGIC』の特典DVDでは、『B'z SHOWCASE 2009 -B'z In Your Town-』でこの曲を演奏した際の稲葉の失敗談や松本のギターの話が聞ける。
  - 2021年に行われた『B'z presents UNITE #01』ではMr.Childrenの桜井和寿とのコラボレーションで披露された[8][9][10]。
2. Hi
  - 大田紳一郎が初めて参加した曲。スタッフの間では「さまよえる蒼い弾丸」とこの曲のどちらを表題曲にするかで意見が分かれていた[11]。
  - 稲葉は「ステージで気持ちいい曲」と評しており[11]、『B'z LIVE-GYM'98 "SURVIVE"』、『B'z LIVE-GYM 2008 "ACTION"』、『B'z SHOWCASE 2017 -B'z In Your Town-』で演奏された。

## 「さまよえる蒼い弾丸」のバージョン違い
Dangan
海外限定配信のミニアルバム『B'z』に収録。生音重視のアレンジとなっており、近年ライブで演奏されている形に近い。歌詞は変更されていない。
ちなみに、ベスト・アルバム『B'z The Best "Pleasure II"』発売時（2005年）に、iTunes Music Storeにて一時ダウンロード可能な状態になっていたことがある。
さまよえる蒼い弾丸（バージョン表記は不明）
2011年に行われた北米ツアー『B'z LIVE-GYM 2011 -long time no see-』でオープニング・ナンバーとして披露された英語バージョン。
B'z公式YouTubeチャンネルでは「Dangan」の呼称が使用された。
Into Free -Dangan-
過去曲の再アレンジ作品だが、公式に「新曲」として扱われている。2012年4月4日よりiTunesにて配信限定でリリースされ、同年リリースの配信限定アルバム『B'z』にも収録された。
2012年5月にワールドワイドリリースとなったアクションゲーム『ドラゴンズドグマ』の為に、新たに英語詞を書き下ろして再レコーディングしたもの。B'zがゲーム作品に楽曲提供を行なうのは、『バーンアウト ドミネーター』に使用された「FRICTION」以来4年半ぶりとなる。
先述の北米ツアーで披露された英語バージョンの曲は、「Brotherhood」を除き後にレコーディングされリリースされているが、それらの楽曲の中で唯一原曲とは全く異なる大幅なアレンジが加えられている。また、B'zの再録曲の中では数少ない改題（バージョン名付加を除く）が施された楽曲でもある。
通常B'zの楽曲の作詞は全て稲葉のみの担当であるが、本曲の作詞クレジットはサポートメンバーのシェーン・ガラースと稲葉との連名になっている。本曲の作詞についてシェーンは「(作詞の)インスピレーションは、東日本大震災の後の経験から得た」と語っている。

## タイアップ
- 大塚製薬「ポカリスエット」CMソング、『J-ROCK ARTIST COUNT DOWN 50』エンディングテーマ（#1）
- フジテレビ系『フォーミュラ・ニッポン』テーマソング（#2）

## 参加ミュージシャン
- 松本孝弘:ギター、全作曲・編曲
- 稲葉浩志:ボーカル、全作詞・編曲
- 山木秀夫:ドラム
- 明石昌夫:ベース
- 小野塚晃:ハモンドオルガン（#2）
- 大田紳一郎:コーラス（#2）
- 池田大介:シンセサイザープログラミング
- B.B.IKKIES:コーラス（#2）

## 収録アルバム
さまよえる蒼い弾丸
- B'z The Best "Pleasure"
- B'z The Best "ULTRA Pleasure"
- B'z The Best XXV 1988-1998
- B'z (2007年のアルバム)（再録バージョン「Dangan」）
- B'z (2012年のアルバム)（英語詞バージョン「Into Free -Dangan-」）

Hi
- B'z The "Mixture"

## ライブ映像作品
さまよえる蒼い弾丸
- once upon a time in 横浜 〜B'z LIVE GYM'99 "Brotherhood"〜
- a BEAUTIFUL REEL. B'z LIVE-GYM 2002 GREEN 〜GO★FIGHT★WIN〜
- B'z The Best "ULTRA Pleasure"（特典DVD）
- B'z LIVE-GYM Hidden Pleasure 〜Typhoon No.20〜
- B'z LIVE-GYM 2011 -C'mon-
- B'z LIVE-GYM 2008 -ACTION-
- B'z LIVE-GYM 2001 -ELEVEN-
- B'z LIVE-GYM Pleasure 2013 ENDLESS SUMMER -XXV BEST-
- B'z COMPLETE SINGLE BOX（特典DVD）
- DINOSAUR（特典DVD・Blu-ray Disc）
- B'z LIVE-GYM 2019 -Whole Lotta NEW LOVE-
- B'z SHOWCASE 2020 -5 ERAS 8820- Day1〜5
- B'z LIVE-GYM 2022 -Highway X-